# Corliss Williamson
Corliss Mondari Williamson (Russellville (Arkansas), 4 december 1973) is een Amerikaanse basketbalcoach en voormalige basketballer die met de Detroit Pistons het NBA kampioenschap won in het seizoen 2003-04.
Williamson speelde voor het team van de Universiteit van Arkansas, voordat hij in 1995 zijn NBA-debuut maakte bij de Sacramento Kings. In totaal speelde hij 12 seizoenen in de NBA. 